# Bloomville, Ohio
Bloomville là một làng thuộc quận Seneca, tiểu bang Ohio, Hoa Kỳ. Năm 2010, dân số của làng này là 956 người.

## Dân số
- Dân số năm 2000: 1045 người.
- Dân số năm 2010: 956 người.